# Sten Hasager
Sten Hasager (1942 – 2011) var en dansk filmmand, der startede sin karriere i Nordisk Film. I 1970 overtog han kort- og dokumentar-filmselskabet Minerva Film sammen med instruktøren Jørgen Roos, der dog trådte ud af selskabet i 1978. Sten Hasager drev Minerva Film, der i 1984 ændrede navn til Minerva Film Video A/S, indtil han solgte selskabet i 2006.